# Heihachiro Togo

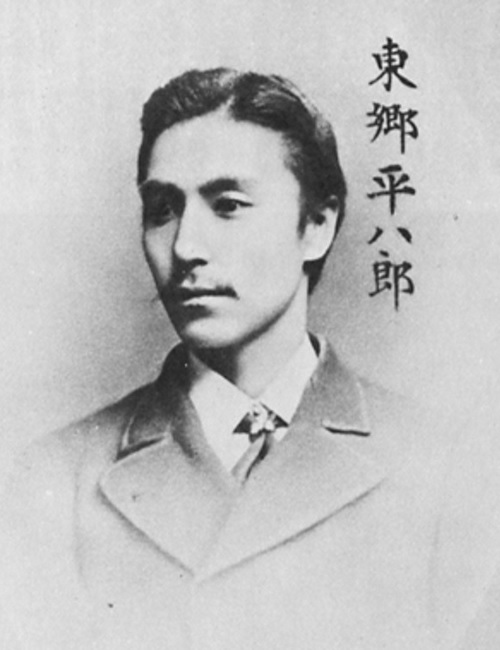
Tōgō in 1877

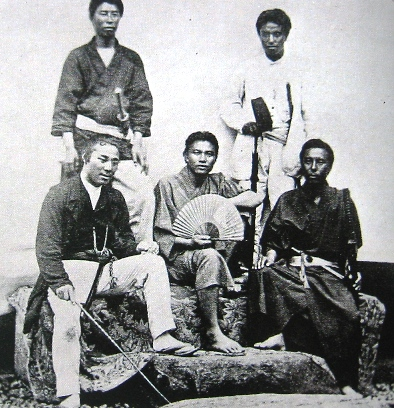
Officieren van de Kasuga in augustus 1869.Togo is geheel in het wit gekleed.

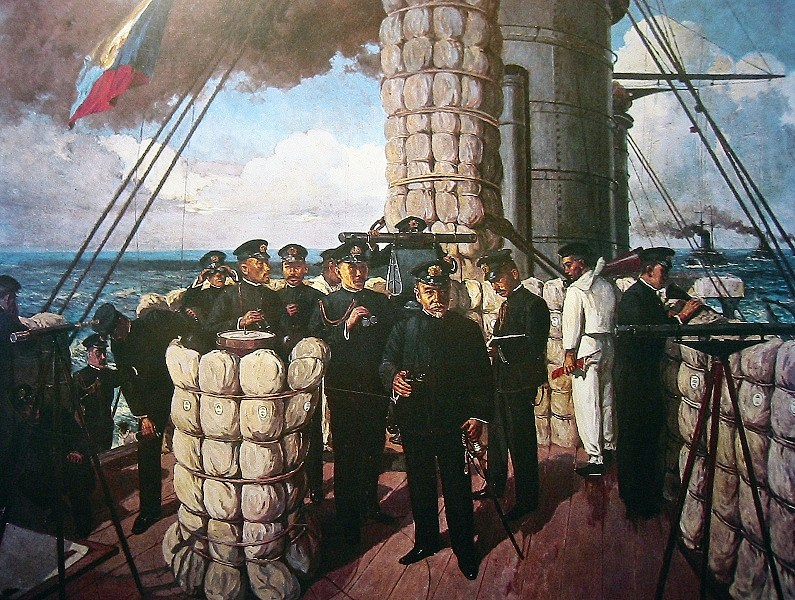
Admiral Tōgō op de brug van de Mikasa

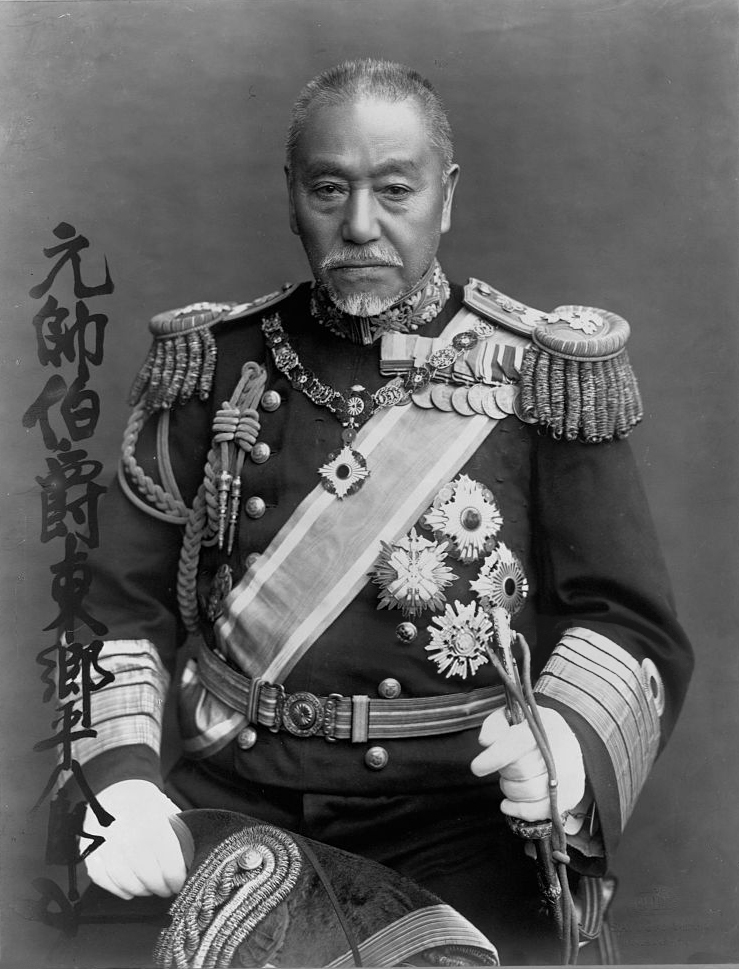
Admiraal Togo in 1928.

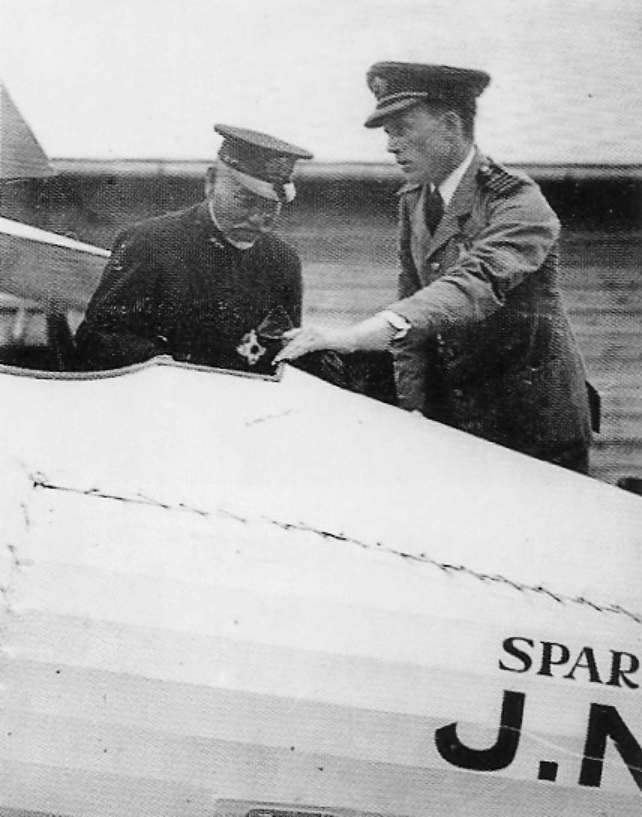
Admiraal Tōgō Heihachiro inspecteert in 1921 een Sparrowhawk.

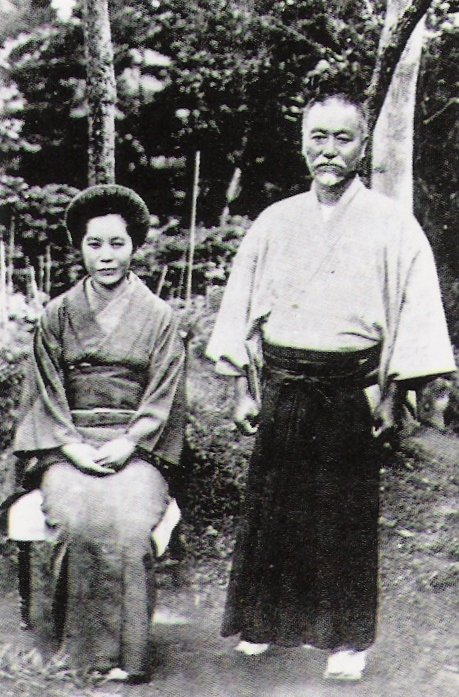
Graaf Tōgō en zijn echtgenote, gravin Tetsu Tōgō, in 1913

Heihachiro Togo (Japans: 東郷 平八郎, Tōgō Heihachirō) (Kagoshima, 27 januari 1848 - Tokio, 30 mei 1934) was een Japanse admiraal. Hij werd beroemd door zijn overwinning op de Russische vloot in de Slag bij Tsushima.
De zoon van een samoerai koos voor een loopbaan bij de marine die op Engelse leest werd georganiseerd. Hij vocht zijn eerste zeeslagen in conflicten tussen de feodale Japanse heersers.
De Slag bij Tsushima was de laatste en beslissende zeeslag van de Russisch-Japanse Oorlog (1904-1905). De slag vond plaats op 27 en 28 mei 1905 (14-15 mei volgens de juliaanse kalender die Rusland gebruikte tot 1917). De Japanse vloot onder admiraal Heihachiro Togo vernietigde twee derde van de Russische Oostzeevloot onder admiraal Zinovi Rozhdestvenski. Dit was de eerste zeeslag waarin een niet-westerse marine een westerse marine versloeg.
Togo is in Japan een nationale held en werd door westerse journalisten de "Nelson van het Oosten" gedoopt. Hij verwierf vele Japanse en ook Europese onderscheidingen waaronder
- De keten van de Orde van de Chrysanthemum, hij was een van de drie Japanse dragers van deze keten die anders voor leden van regerende families bestemd is.
- Grootkruis in de Orde van de Gouden Wouw
- Grootkruis in de Orde van de Rijzende Zon
- Grootkruis in de Orde van de Heilige Schatten

In het Verenigd Koninkrijk en Frankrijk was hij eveneens zeer gerespecteerd. Hij was
- Companion van de Orde van Verdienste (1906)
- Honorair Ridder Grootkruis in de Koninklijke Orde van Victoria
- Grootofficier in de Orde van het Legioen van Eer

Tijdens de jeugd van prins Hirohito, de latere Showa-keizer, was Togo een van zijn leraren.

## Loopbaan
Togo werd in 1871 naar Engeland gestuurd, hij bleef daar zeven jaar en eindigde de opleiding als tweede van zijn klas. Hij was ook liaison bij de bouw van de door Japan bestelde oorlogsschepen.
Bij zijn terugkeer naar de Japanse Keizerlijke marine kreeg Togo zijn eerste commando. Hij kreeg het bevel over de Daini Teibo en later over de Amagi. De Frans-Chinese Oorlog van 1884 - 1885 bracht hem in contact met de Fransen. Aan de zijde van Admiraal Courbet volgde hij de verrichtingen van de Franse marine en op Formosa was hij als waarnemer aanwezig in het hoofdkwartier van Generaal Joseph Joffre.
De Japanner had zich zo een goed beeld kunnen maken van de Europese tactieken, uitrusting en denkwijze.
Togo in de Chinees-Japanse Oorlog van 1894
In 1894 raakte Togo in opspraak door het Britse lijnschip de Kowshing tot zinken te brengen. Het schip was door China gecharterd en vervoerde honderden Chinese soldaten naar het front in Korea. Toen de Japanse oorlogsschepen in zicht kwamen brak op het schip een muiterij uit. In eerste instantie was de -neutrale- Britse regering woedend. Toen juristen verklaarden dat Togo's optreden conform het oorlogsrecht was bedaarde de kritiek.
In de slag bij de Yalu was Togo commandant van de Naniwa, het laatste schip in de Japanse lijn, de "kantai kessen", die onder het commando van Admiraal Tsuboi Kozo stond. Na het beëindigen van de oorlog werd Togo bevorderd tot Schout-bij-Nacht. Hij werd commandant van het Keizerlijk Instituut voor de Marine, de adelborstenopleiding. Later kreeg hij het commando over de "Standing Fleet", een eskader moderne slagschepen.

## Russisch-Japanse Oorlog (1904-1905)
In 1903 benoemde minister van Marine Yamamoto Gonnohyoe de met zijn 55 jaar nog jonge admiraal tot chef-staf van de marine. Tegenover de verbaasde keizer Meiji verdedigde de minister zijn besluit met de woorden "Togo is een man die het geluk aan zijn zijde heeft". Een verre echo van de vraag die Napoleon over te bevorderen officieren stelde, "heeft hij geluk"?.
De bevordering was opvallend want Togo leek met zijn posten aan land op een eervol, maar weinig opvallend eind van zijn marineloopbaan af te stevenen. Togo viel, zonder oorlogsverklaring, de Russische vloot die in Port Arthur voor anker lag aan. De vloot werd vernietigd door aanvallen vanuit zee en land.
Dat liet Rusland geen keuze dan het overbrengen van de zwakke en gedateerde Oostzeevloot naar het Verre Oosten. Bij aankomst werd de vloot onder Admiraal Zinovi Rozhdestvenski en Admiraal Nikolai Nebogatov bij de Slag bij Tsushima binnen twee dagen vrijwel helemaal tot zinken gebracht. Togo's tactiek, hij herhaalde de manoeuvre van Nelson bij Trafalgar door de "T te kruisen" en zo de vijandelijke lijn te doorbreken, werd door marine-officieren in de gehele wereld bewonderd.
Zijn vlaggenschip, het slagschip Mikasa, is nu een museumschip en ligt in de Japanse havenstad Yokosuka.

## Togo's loopbaan na de slag
In 1906 werd Togo, die door de Japanners al met eerbewijzen was overladen, door Eduard VII van het Verenigd Koninkrijk opgenomen in de exclusieve Order of Merit. Hij kreeg een kruis "met de zwaarden".
In de jaren tot zijn effectieve pensionering in 1913 was Togo Chef-staf van de marine en lid van de "Opperste Oorlogsraad". Toen hij zijn commando neerlegde werd hij tot Admiraal, een erefunctie die overeenkomt met die van Grootadmiraal, benoemd.
Van 1914 tot 1924 was Togo een van de leraren van kroonprins Hirohito, de latere Showa-keizer. Hij bemoeide zich niet graag met politiek maar keurde het tekenen van het Verdrag van Londen ten zeerste af.
In 1926 werd Tōgō de keten van de Orde van de Chrysanthemum verleend. Op dat moment bezaten, behalve vreemde vorsten, alleen de keizer en prins Kan'in Kotohito deze hoge onderscheiding. Een dag voor zijn dood in 1934 werd hij tot markies verheven. De staatsbegrafenis werd bijgewoond door afvaardigingen uit Nederland, Frankrijk, Italië en China. Van al deze marines lagen te zijner ere oorlogsschepen in de Baai van Tokio.
Al voor zijn dood bespraken de aanhangers van de Shinto, de amimistische inheemse Japanse godsdienst, de mogelijkheid om Togo tot Kami te verheffen. Een Kami is een geest die vereerd wordt en waaraan goddelijke eer wordt bewezen. Het Japanse Keizerlijke leger bezat in Generaal Nogi Maresuke een Kami met een eigen heiligdom en de Japanse Keizerlijke marine voelde behoefte aan een eigen schrijn. Togo was sterk tegen. Desondanks werd in 1940 in Harajuku een "Tōgō Jinja" of schrijn gebouwd alwaar men Togo's geest vereerd. Ook in Tsuyazaki, in Agano en bij het bewaard gebleven slagschip, de Mikasa, Togo's vlaggenschip in de haven van Yokosuka staan altaren voor Kami-Togo.
De marine werd een traditie in de familie der markiezen Togo. Ook Togo's zoon en kleinzoon waren officier en de laatste sneuvelde aan boord van de kruiser Maya in de slag in de Golf van Leyte.

## Loopbaan van Heihachiro Togo
- Adelborst- 11 december 1870
- Luitenant ter zee der 3e klasse (海軍少尉, Kaigun Shōi) - 1 augustus 1871
- Luitenant ter zee der 2e klasse (海軍中尉,　Kaigun Chūi)- 3 juli 1878
- Luitenant ter zee der 2e klasse oudste categorie (海軍大尉,　Kaigun Daii) - 27 december 1878
- Luitenant ter zee der 1ste klasse (海軍少佐,　Kaigun Shōsa) - 27 december 1879
- Kapitein-Luitenant ter zee (海軍中佐,Kaigun Chūsa) - 20 juni 1885
- Kapitein-ter-zee (海軍大佐,　Kaigun Daisa) - 10 juli 1886
- Schout-bij-nacht (海軍少将,　Kaigun Shōshō)- 16 februari 1895
- Viceadmiraal (海軍中将,　Kaigun Chūjō) - 14 mei 1898
- Luitenant-admiraal (海軍大将,　Kaigun Taishō) - 6 juni 1904
- Admiraal (元帥海軍大将, Gensui Kaigun Taisho) - 21 april 1913

De rangen van de Keizerlijke Japanse Marine zijn niet zonder meer gelijk aan die der Nederlandse Koninklijke Marine en de rangen zijn daarom indicatief.

## Adellijketitels
- Graaf (伯爵, hakushaku) - 21 september 1907

De grafelijke titel was een beloning voor de klinkende overwinning op Rusland. Togo werd geen baron maar kreeg de hogere adellijke rang van graaf.

In het Japan van de Meiji-restauratie werden adellijke titels naar Europees model verleend. De oude feodale heersers werden prinsen en zij kregen een zetel in het Japanse Hogerhuis. De markiezen, graven en baronnen kozen 150 vertegenwoordigers in het Hogerhuis.
In 1947 verloren zij niet alleen hun titels maar ook hun zetels in het Japanse parlement.
- Markies (侯爵, kōshaku) - 29 mei 1934

De markiezentitel werd minder vaak verleend dan het graafschap. In 1928 waren er 40 markiezen en 108 graven.

De titel van markies werd een dag voor zijn dood aan Admiraal graaf Heihachiro Togo verleend. De erfelijke titel werd door de oudste zoon geërfd.

## Standbeelden en Shinto-schrijnen

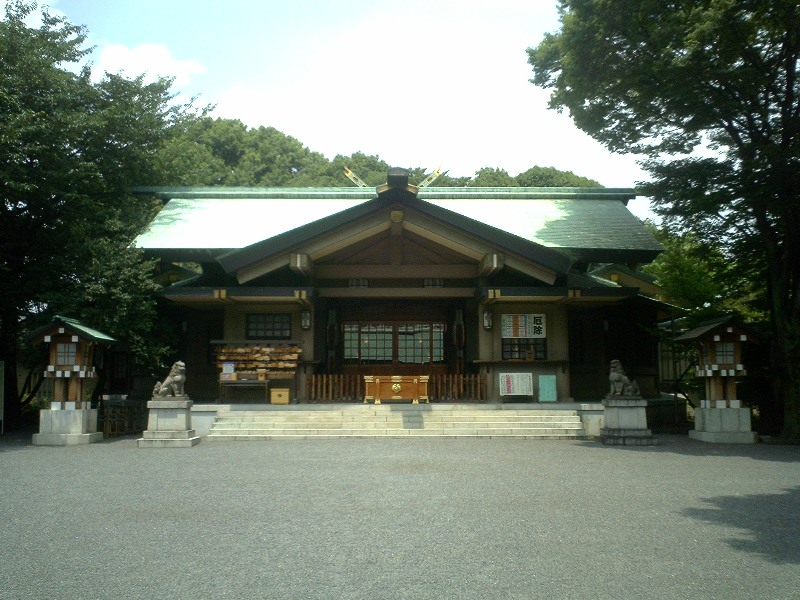
De Togo-schrijn, in Harajuku, Tokio
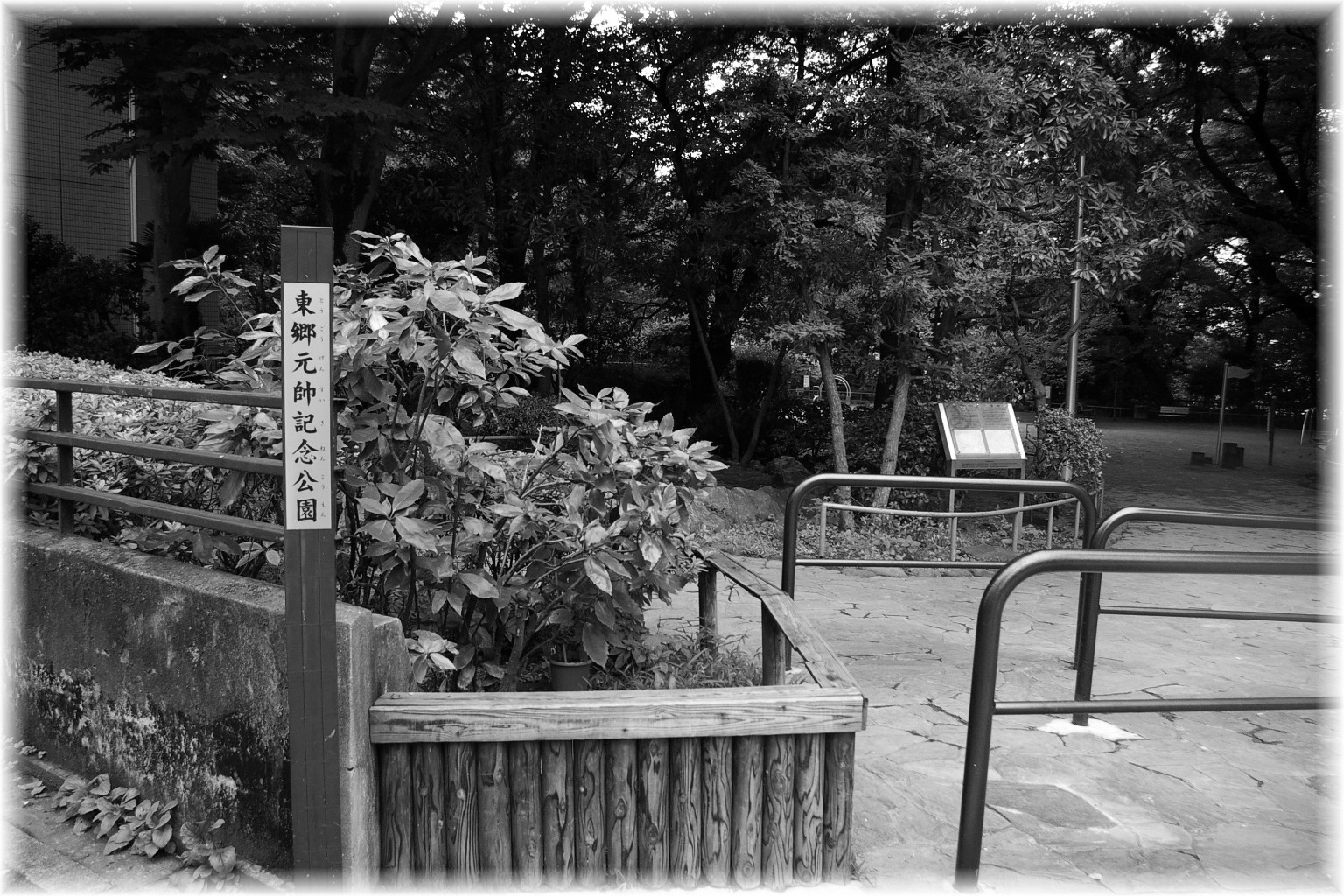
Tōgō Gensui kine kōen Chiyoda, Tokio